# Autovía A-43
L'autovía A-43, conosciuta anche come Autovía del Guadiana o Autovía Extremadura-Comunidad Valenciana, è un'autostrada gratuita spagnola appartenente alla Rete di Strade dello Stato (Red de Carreteras del Estado) che, una volta ultimata, unirà Mérida con Atalaya del Cañavate via Ciudad Real. Di conseguenza, l'A-43 consentirà di collegare Lisbona con Valencia evitando Madrid transitando a sud di quest'ultima.
Dei 433 km totali previsti, al momento (2018) ne risultano aperti al traffico 175 (pari a circa il 40% del tracciato) e concretamente risulta operativo il tratto tra Ciudad Real e Atalaya del Cañavate mentre per il tratto precedente (Mérida-Ciudad Real) è necessario utilizzare la strada nazionale N-430.

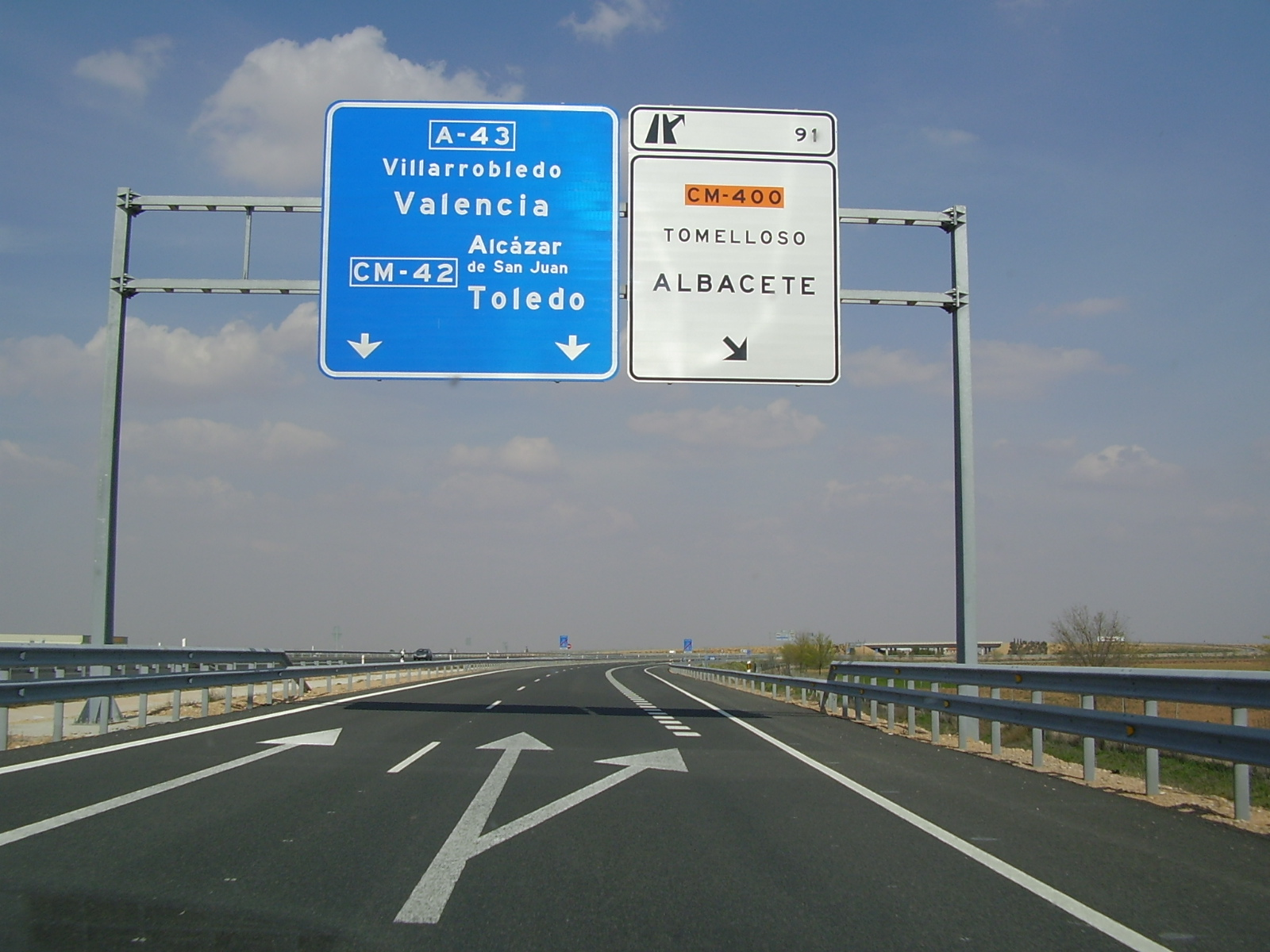
L'A-43 nei pressi di Tomelloso

È parte dell'itinerario europeo E903 (Mérida - Alicante).

## Storia
Come per molte autovías spagnole, l'A-43 nasce dal raddoppio di una strada nazionale esistente, in questo caso la N-430, da cui peraltro prende le prime due cifre della numerazione ("43"). L'attuale tracciato venne aperto al traffico in più fasi tra il 2003 e il 2009.

## Percorso
Attualmente (2018) il km 0 dell'autostrada è fissato a Ciudad Real e, più precisamente, rappresenta la continuazione dell'autovía A-41 Puertollano-Ciudad Real. L'autostrada viaggia verso est attraverso brulli e solitari paesaggi raggiungendo Manzanares (km 48), Tomelloso (km 87) e terminando il suo percorso a Atalaya del Cañavate immettendosi nello svincolo con l'A-3 (Madrid-Valencia) e l'A-31 per Alicante.
Durante il suo percorso incrocia le seguenti autostrade:
- km 51 - Autovía A-4 Madrid-Cadice;
- km 95 - Autovía CM-42 per Toledo;
- km 147 - Autopista AP-36 Toledo-Albacete;
- km 173 - Autovía A-3 Madrid-Valencia;
- km 173 - Autovía A-31 per Alicante.